# Oy Snellman Ab
Oy Snellman Ab är en familjeägd finländsk livsmedelskoncern med huvudkontor i Jakobstad i Österbotten,
I Jakobstad finns också företagets slakteri, charkuteri och distributionscentum.
Snellman grundades 1951 av bröderna Kurt och Lars Snellman. Bröderna Karl, Per och Henry blev senare delägare i företaget. Snellman är idag Finlands tredje största köttkoncern med cirka 1 600 anställda, och en omsättning på omkring 300 miljoner euro. 
Roland Snellman är sedan 2017 verkställande direktör.
I Sverige är företaget verksamt genom dotterbolaget Snellman Sverige AB under varumärket Familjen Snellman.